# Ögonfläcksbock
Ögonfläcksbock (Mesosa curculionoides) är en skalbaggsart som först beskrevs av Carl von Linné 1761.  Ögonfläcksbock ingår i släktet Mesosa och familjen långhorningar.

## Beskrivning
Den fullbildade skalbaggen är satt, med en kraftig kropp med stora ben och antenner, de senare randiga och långa hos båda könen, men påtagligt längre hos hanen. Arten är övervägande svart, men med kroppen, inklusive benen, med tät, mångfärgad behåring i gula, grå och vita färger. På ovansidan bildar kroppsbehåringen ofta gula fläckar på grå botten, och på halsskölden fyra svarta ögonfläckar med gul kant, som även förekommer på täckvingarna. Kroppslängden är 10 till 17 mm.

## Ekologi
Arten är aktiv under kvällar och nätter, och kan påträffas i skog och lantbruksområden. Larven lever på nyss döda, kraftiga grenar av lövträd, framför allt lind men också lönn, alm, sälg och avenbok. Längre söderöver kan den även förekomma på murgröna och mistel. Larven gräver gångar under barken, och förpuppas efter två till tre år. De fullbildade skalbaggarna är aktiva under april till oktober, med en aktivitetstopp under sommaren, och förekommer vanligen på ved.

## Utbredning
Arten finns från Västeuropa österut till Kaukasus, med nordgräns i södra Norge, mellersta Sverige och Baltikum. I Sverige finns arten sparsamt i östra Småland och kring indre delen av Mälaren. Dessutom finns ett 1800-talsfynd i Västergötland och en obekräftad uppgift från Öland. Arten saknas i Finland.
Enligt Artdatabanken är arten starkt hotad i Sverige. Inga underarter finns listade i Catalogue of Life.

## Bildgalleri

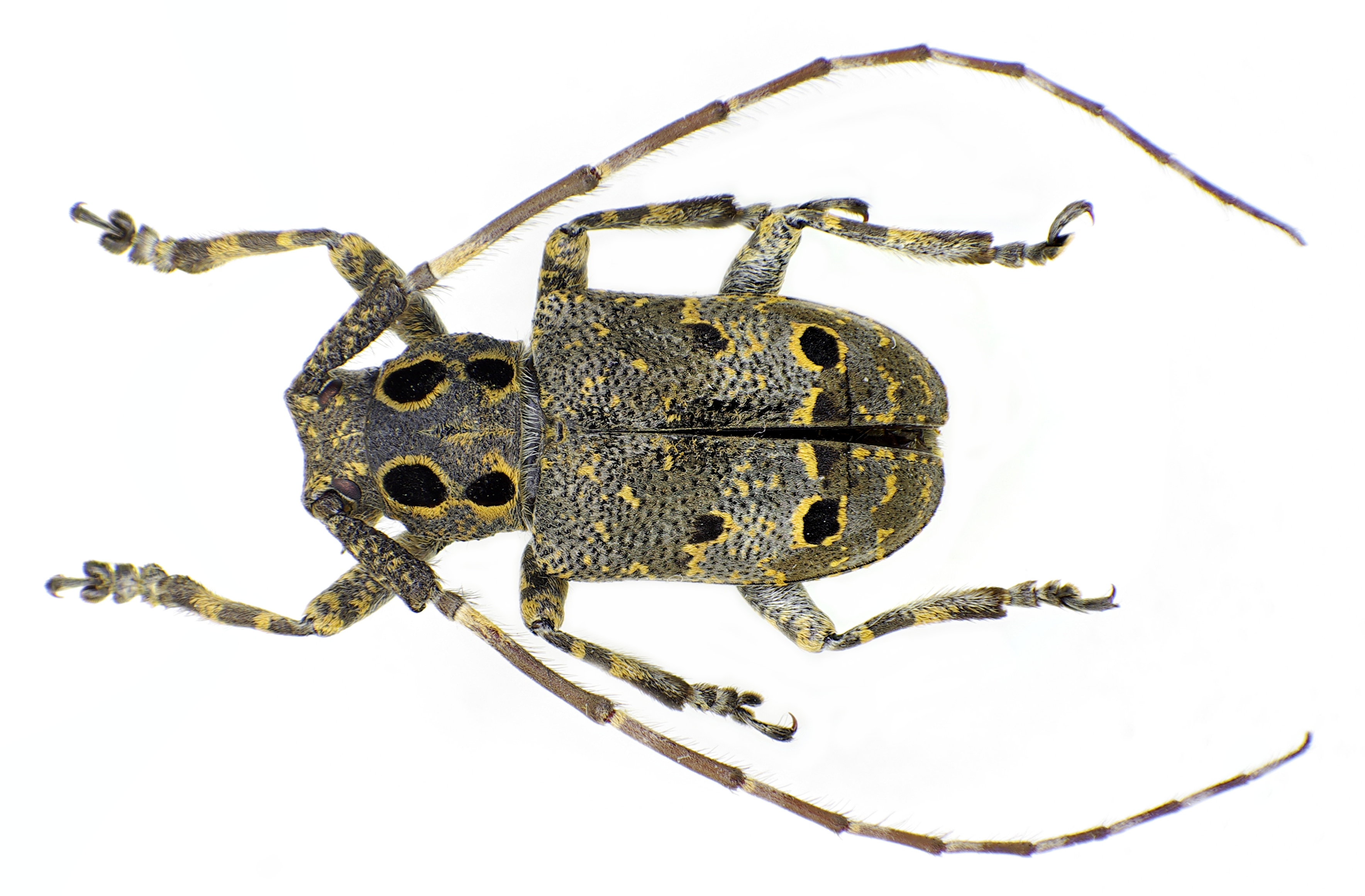
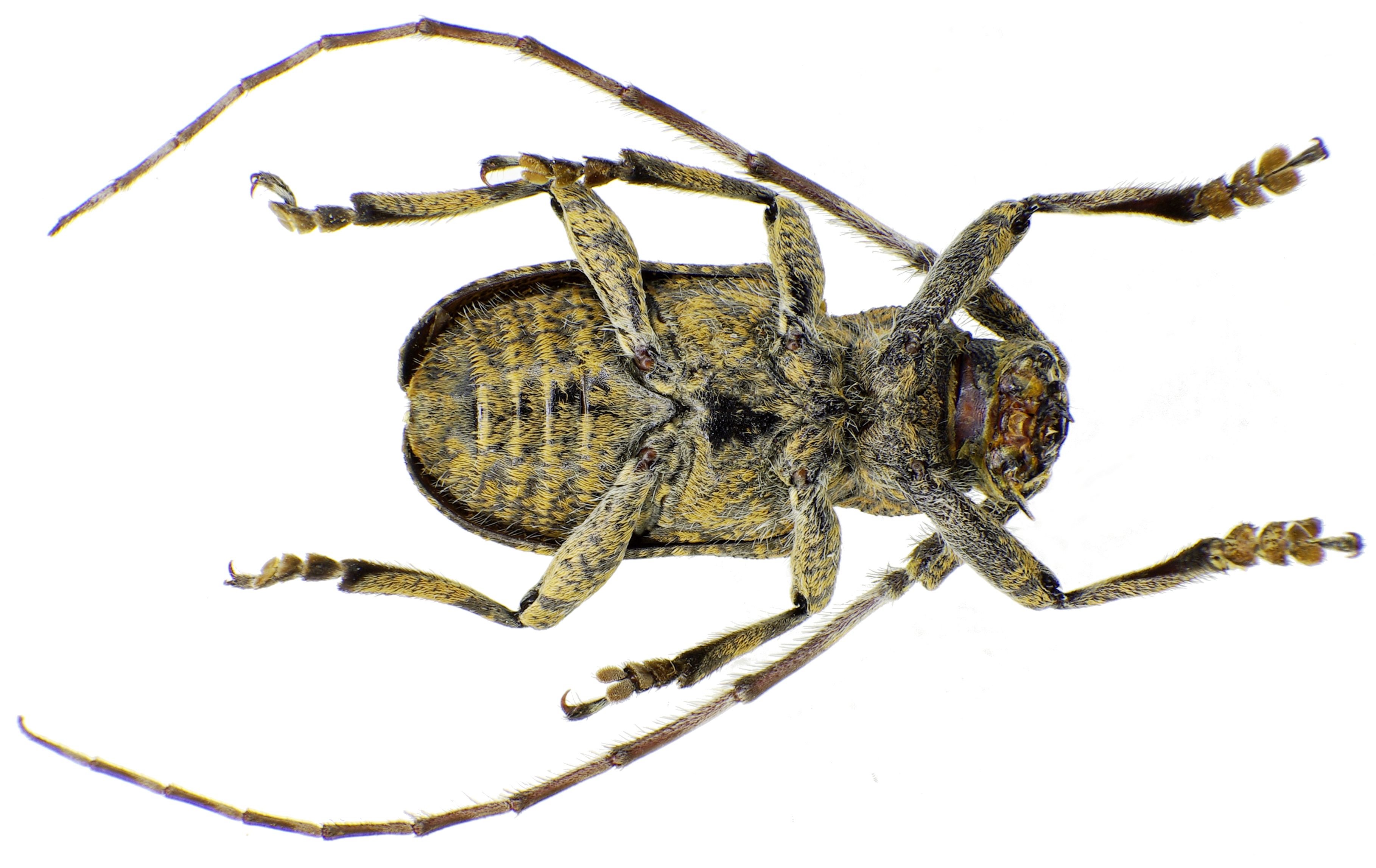
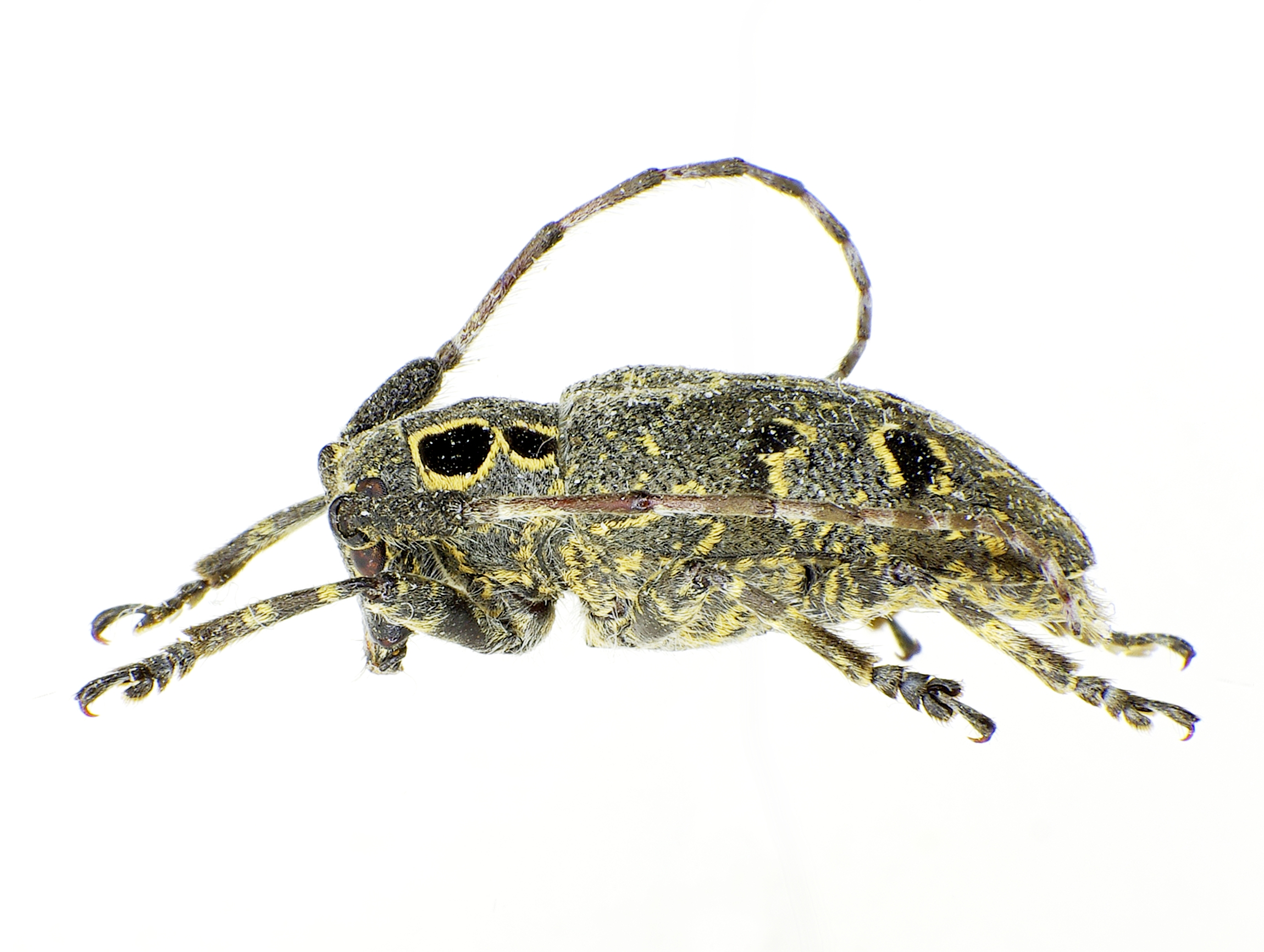